# Jessica Korda
Jessica Regina Korda (Bradenton, 27 febbraio 1993) è una golfista statunitense, attiva principalmente nell'LPGA Tour.

## Biografia
Nasce a Bradenton, città della contea di Manatee, all'interno di una famiglia di sportivi: è la primogenita dei tennisti cechi Petr Korda e Regina Rajchrtová, e quindi sorella di Nelly, anch'essa golfista, e di Sebastian, tennista professionista.
Dal 2013 è in una relazione con l'imprenditore nonché suo ex caddie Johnny DelPrete.

## Carriera

### Dilettantismo
Malgrado l'iniziale disapprovazione del padre, inizia a praticare il golf in età adolescenziale seguendo proprio lo stesso Petr su un campo pubblico nella Repubblica Ceca. Da dilettante partecipa a due edizioni del trofeo Espirito Santo (2006 e 2010), rappresentando dapprima la Repubblica Ceca e poi gli Stati Uniti d'America. Come membro della delegazione statunitense, gareggia anche nella U.S. Junior Solheim Cup 2009 e nella U.S. Curtis Cup 2010. Dimostra il proprio potenziale anche a livello individuale prendendo parte allo U.S. Open femminile nel 2008 e 2009.
Al campionato di golf amatoriale femminile del 2010 termina invece in seconda posizione, prestazione grazie alla quale compie l'ingresso nella scuola di qualificazione dell'LPGA Tour nell'autunno seguente. Terminato il torneo di qualificazione in seconda posizione, passa tra i professionisti nel 2011.

### Professionismo
Diventa professionista nel corso dell'LPGA Tour 2011, disputando poi un totale di quindici eventi al suo primo anno. Ottiene quindi la sua prima vittoria al debutto stagionale all'LPGA Tour 2012, aggiudicandosi il Women's Australian Open al Royal Melbourne: dopo quattro giornate in 72-70-73-74, agguanta il successo alla seconda buca durante uno spareggio a sei persone.
La sua seconda vittoria avviene in occasione del Pure Silk-Bahamas LPGA Classic, round d'apertura della stagione 2014, dove termina con una buca di vantaggio sulla connazionale Lewis. Nel febbraio 2018 vince l'Honda LPGA Thailand avendo la meglio sulla thailandese Jutanugarn e sulla connazionale Thompson, battute grazie a un bottino di 263 colpi (66-62-68-67, -25 sotto il par) e a un margine di 4 stroke.
Nel gennaio 2021 ottiene con 260 (-24) colpi il quarto successo all'esordio stagionale in occasione del Diamond Resorts Tournament of Champions, superando con un birdie allo spareggio la connazionale Kang, che aveva dominato l'evento per le prime tre battute: è cruciale per la Korda proprio il terzo round, dove fa registrare il round più basso della sua carriera professionistica con un parziale di 60 (-11). La posizione attribuitale dalla Graduatoria Rolex del golf femminile mondiale le garantisce più tardi la qualificazione al torneo individuale dei Giochi olimpici di Tokyo 2020: è tra le quattro rappresentanti degli Stati Uniti in Giappone assieme a Kang, Thompson, e alla sorella minore Nelly.

## Vittorie professionali (6)

### LPGA Tour vittorie (6)
| No. | Data              | Torneo                                  | Punteggio di vittoria | To par | Margine | Seconda/e                                                                | Montepremi ($) |
| --- | ----------------- | --------------------------------------- | --------------------- | ------ | ------- | ------------------------------------------------------------------------ | -------------- |
| 1   | 12 febbraio, 2012 | Women's Australian Open                 | 72-70-73-74=289       | −3     | Playoff | Julieta Granada Stacy Lewis Brittany Lincicome So Yeon Ryu Hee Kyung Seo | 165,000        |
| 2   | 26 gennaio, 2014  | Pure Silk-Bahamas LPGA Classic          | 69-66-72-66=273       | −19    | 1 colpo | Stacy Lewis                                                              | 195,000        |
| 3   | 25 maggio, 2014   | Airbus LPGA Classic                     | 67-67-69-65=268       | −20    | 1 colpo | Anna Nordqvist                                                           | 195,000        |
| 4   | 11 ottobre, 2015  | Sime Darby LPGA Malaysia                | 69-67-65-65=266       | −18    | 4 colpi | Shanshan Feng Lydia Ko Stacy Lewis                                       | 300,000        |
| 5   | 25 febbraio, 2018 | Honda LPGA Thailand                     | 66-62-68-67=263       | −25    | 4 colpi | Moriya Jutanugarn Lexi Thompson                                          | 240,000        |
| 6   | 24 gennaio, 2021  | Diamond Resorts Tournament of Champions | 65-69-60-66=260       | −24    | Playoff | Danielle Kang                                                            | 180,000        |

LPGA Tour playoff record (2–0)
| No. | Anno | Torneo                                  | Sfidante/i                                                               | Risultato                                     |
| --- | ---- | --------------------------------------- | ------------------------------------------------------------------------ | --------------------------------------------- |
| 1   | 2012 | Women's Australian Open                 | Julieta Granada Stacy Lewis Brittany Lincicome So Yeon Ryu Hee Kyung Seo | Vinto col tiro birdie alla seconda buca extra |
| 2   | 2021 | Diamond Resorts Tournament of Champions | Danielle Kang                                                            | Vinto col tiro birdie alla prima buca extra   |